# Ninox rotiensis
Ninox rotiensis (лат.) — вид птиц рода иглоногие совы семейства совиных. Подвидов не выделяют. Встречается только на острове Роти. Впервые этот вид был описан в 1997 году австралийскими биологами Рональдом Джонстоном и Дж. К. Дарнеллом. Представители данного вида меньше, чем представители вида Ninox boobook.